# الأمن الدولي (مجلة)
مجلة الأمن الدولي (الإنجليزية: International Security) هي مجلة أكاديمية محكمة في مجال الأمن الدولي والوطني. تأسست عام 1976 ويتم تحريرها من قبل مركز بيلفر للعلوم والشؤون الدولية في جامعة هارفارد ويتم نشرها أربع مرات في السنة بواسطة مطبعة معهد ماساتشوستس للتكنولوجيا، وكلاهما في كامبريدج، ماساتشوستس.كانت المقالة الأولى في مجلة الأمن الدولي هي مقالة هيدلي بول بعنوان "السيطرة على الأسلحة والنظام العالمي".

## الاهمية والتأثير
تُعد مجلة الأمن الدولي من المجلات الرائدة في مجال العلاقات الدولية. وفقًا لتقارير الاستشهادات بالمجلات، فإن عامل تأثيرها لعام 2017 بلغ 4.135، مما جعلها في المرتبة الثانية من بين 85 مجلة في فئة "العلاقات الدولية". إلى جانب دراسات الأمن، فهي من بين أبرز المجلات المخصصة لدراسات الأمن. تميل المقالات في مجلة الأمن الدولي إلى استخدام الأساليب النوعية، وخاصة التحليل التاريخي النوعي. ومن المرجح أيضًا أن تتضمن المقالات وصفات سياسية أكثر من المجلات الرائدة الأخرى في العلاقات الدولية.

## رئيس التحرير
رئيس التحرير الحالي هو ستيفن إي. ميلر.

## روابط خارجية
- الموقع الرسمي